# ʘ
Cette page contient des caractères spéciaux ou non latins. S’ils s’affichent mal (▯, ?, etc.), consultez la page d’aide Unicode.
Le ʘ, appelé clic bilabial, est une lettre additionnelle de l’alphabet latin utilisée dans l’écriture du nǀu, du taa et du ǂʼamkoe, et utilisé comme symbole phonétique dans l’alphabet phonétique international depuis 1976.

## Utilisation
Wilhelm Bleek utilise la lettre clic bilabial ‹ ʘ › (avec la forme du symbole astronomique soleil ☉) dans les années 1870, dont notamment A brief account of Bushman folk-lore and other texts publié en 1875,.
Dans l’alphabet phonétique international, la lettre clic bilabial ‹ ʘ › est utilisée pour représenter l’articulation d’un clic bilabial. Il a proposé en 1975, adopté en 1976 et figure dans le tableau des symboles de 1979.

## Représentation informatique
Le clic bilabial possède la représentation Unicode suivante (alphabet phonétique international) :
| formes     | représentations | chaînes de caractères | points de code | descriptions                |
| ---------- | --------------- | --------------------- | -------------- | --------------------------- |
| unicaméral | ʘ               | ʘ                     | U+0298         | lettre latine clic bilabial |